# Suprafață Țițeica
În geometria diferențială se numește suprafață Țițeica o suprafață din spațiul  {\displaystyle \mathbb {R} ^{n}}  care satisface relația:
{\displaystyle {\frac {K}{d^{4}}}=constant,}
unde K este curbura totală a suprafeței și d este distanța de la un punct fix la planul tangent la suprafață.
Poartă numele matematicianului Gheorghe Țițeica.
Observație.
Liniile asimptotice ale suprafețelor Țițeica sunt curbe Țițeica.

## Exemple
1. Suprafața  {\displaystyle xyz=1}  este o suprafață Țițeica cu invariantul  {\displaystyle {\frac {K}{d^{4}}}={\frac {1}{27}}.} 
2. Suprafața  {\displaystyle z(x^{2}+y^{2})=1}  are invariantul  {\displaystyle {\frac {K}{d^{4}}}={\frac {-4}{27}}.}
3. Elipsoidul  {\displaystyle {\frac {x^{2}}{a^{2}}}+{\frac {y^{2}}{b^{2}}}+{\frac {z^{2}}{c^{2}}}=1}  are invariantul  {\displaystyle {\frac {K}{d^{4}}}={\frac {1}{a^{2}b^{2}c^{2}}}.}
4. Orice cuadrică cu centru este o suprafață Țițeica.